# Siegfried Wagner
Siegfried Helferich Richard Wagner (Triebschen, 6 giugno 1869 – Bayreuth, 4 agosto 1930) è stato un compositore e direttore d'orchestra tedesco, figlio di Richard Wagner e di Cosima Liszt, nonché direttore del Festival di Bayreuth.

## Biografia
Siegfried Wagner nacque a Triebschen, presso Lucerna, nel 1869, terzo figlio (unico maschio) di Richard Wagner e Cosima Liszt, a sua volta figlia illegittima di Franz Liszt e della contessa e scrittrice francese Marie d'Agoult. La madre all'epoca era ancora sposata con il pianista e direttore d'orchestra Hans von Bülow, che aveva lasciato per unirsi al compositore: il matrimonio fra i suoi genitori fu possibile solo nel 1870.

Dopo la morte del padre nel 1883, in un primo tempo Siegfried Wagner accarezzò l'idea di dedicarsi allo studio dell'architettura, ma poi si rivolse anche lui alla musica. Ricevette la sua formazione musicale da Engelbert Humperdinck, Julius Kniese e Felix Mottl.
Nel 1908 sua madre, ormai anziana, cedette a lui la direzione del Festival di Bayreuth, che mantenne fino alla sua morte nel 1930. Lavorando con instancabile zelo riuscì, dopo la fine della prima guerra mondiale, a mantenere intatte le tradizioni e la reputazione del Festival. Per finanziare la dispendiosa organizzazione del Festival, visto che allora, per quell'evento, la messa in vendita dei biglietti era assolutamente inconcepibile, Siegfried Wagner intraprese molti tour concertistici accanto al lavoro di direzione artistica del Festival stesso.
Dopo il 1924 Siegfried Wagner si impegnò in un'opera di modernizzazione delle produzioni del Festival, per renderle più attuali e adatte ai tempi, in particolare attraverso l'ingaggio dello scenografo Kurt Söhnlein. Uno dei suoi desideri più sentiti era mettere in scena un nuovo allestimento del Tannhäuser, che era previsto per il 1930. Per questa produzione Siegfried si era assicurato l'ingaggio del celebre direttore Arturo Toscanini. Tuttavia le prove, con l'irascibile maestro italiano, che parlava solo un tedesco approssimativo e le cui alte pretese artistiche nei confronti della sua orchestra risultavano ulteriormente gravose vista l'opprimente calura estiva, si rivelarono assai faticose.
Durante una prova, Siegfried Wagner ebbe un attacco di cuore, dal quale non si riprese più, e morì senza aver potuto vedere realizzato il suo desiderio. Solo pochi mesi prima, ad aprile, era morta la sua vecchia madre, la decana di Bayreuth, Cosima.
Accanto alla sua attività di direttore del Festival di Bayreuth, Siegfried Wagner era egli stesso un compositore. La sua produzione comprende 17 opere, per lo più di argomento buffo, per le quali, seguendo l'esempio del padre, scrisse anche i libretti; esse non raggiunsero mai però una significativa popolarità sui palcoscenici tedeschi. Tuttavia, occasionalmente, anche questi lavori, e specialmente la prima delle opere di Siegfried Wagner, Der Bärenhäuter, vengono tuttora portati sulle scene.
Siegfried Wagner era segretamente omosessuale (sebbene avesse avuto un figlio illegittimo, Walter Aign), ma, per evitare scandali e per assicurare una discendenza alla "dinastia" dei Wagner" (come afferma il nipote Gottfried), il 22 settembre 1915 aveva sposato la figlia adottiva di Karl Klindworth, Winifred Williams, di quasi trent'anni più giovane, che dopo la sua morte assunse la guida del Festival. Dal matrimonio nacquero quattro figli: Wieland, Friedelind, Wolfgang e Verena Wagner.
Mentre la moglie Winifred manifestò ben presto le sue simpatie per Adolf Hitler e il nascente Partito Nazionalsocialista, Siegfried, le cui idee politiche erano di stampo conservatore, rimase sempre molto più cauto e distaccato.

## Opere
- Der Bärenhäuter, 1898 al Nationaltheater (Monaco di Baviera)
- Herzog Wildfang, 1901 al Nationaltheater (Monaco di Baviera) senza successo
- Der Kobold, 1903
- Bruder Lustig, 1905
- Sternengebot, 1907
- Banadietrich, 1909
- Schwarzschwanenreich, 1911
- Sonnenflammen, 1913
- Der Heidenkönig, 1914
- Der Friedensengel, 1915
- An allem ist Hütchen schuld, 1916
- Der Schmied von Marienburg, 1920
- Rainulf und Adelasia, 1922
- Die heilige Linde, 1927
- Wahnopfer (incompiuta), 1928
- Walamund (incompiuta), 1928
- Das Flüchlein, das jeder mitbekam, 1929